# Micropterna lateralis
Micropterna lateralis är en nattsländeart som först beskrevs av Stephens 1837.  Micropterna lateralis ingår i släktet Micropterna, och familjen husmasknattsländor. Arten är reproducerande i Sverige.